# 周克華
周克华（1970年2月6日—2012年8月14日），重慶市沙坪壩區井口鎮二塘村坪上组人，中国大陸公安部A級通緝犯。涉嫌於2004年至2012年的8年间，在江蘇、湖南及重慶等地多次制造血案，射傷多人及射杀11人，以及搶劫巨額現金，被各地公安机关懸賞通緝总额達數百萬人民幣，眾案件被统称为苏湘渝持枪抢劫杀人案。其2012年初涉嫌製造了惊动全中国大陸的南京枪击案。由于他抢劫时大多數直接击中受害者的头部致其死亡，也被部分中国大陆网民称为「爆头哥」。
2012年8月14日凌晨6點50分，周克华在沙坪坝区烈士墓附近被发现踪迹，重庆警方在沙坪壩區童家橋村莴笋沟附近將其击毙。

## 生平
1970年2月大年初一，周克华出生于四川省重庆市沙坪坝区井口鎮二塘村，村子位处歌乐山上，嘉陵江畔，距井口镇3公里。其父是被下放农村劳动的会计。其母是离异带有两名孩子的妇女。
周克华年幼时体弱多病，常由奶奶照顾，5岁时入生产队的幼儿园。从小跟着爷爷在江边跑船，水性好，游泳技术佳。
周克华先后就读于二塘小学、二塘中学。离群少言寡语，但很讲义气。体质欠佳，但喜欢练武和爬山跑步、做俯卧撑和仰卧起坐。小学时因打架导致手脱臼。周克华此时爱好侠义小说。
1985年，周克华初中毕业，未考上高中，两次报名参军，都因体检未被录取。
1986年，周克华到重庆市渝中区建筑公司打工。3月曾经因为调戏妇女被重庆市江北县公安局龙溪镇派出所治安拘留14日。一说为1985年，但1985年3月，周克华可能在二塘中学读初三。
1987年，周克华在四川重庆市沙坪坝区井口鎮二塘村上河沙处、嘉陵江边码头挖沙装船打工，每天获得二十元至三十元的报酬。周克华此时爱好侦探小说。
1991年9月，周克華在沙坪坝区井口鎮半边街蒋云波家盗窃现金120元、粮票100余斤、獵槍1支。至此，周克华爱上枪支。
1993年3月，周克华去了湖北省會武汉，隨身攜帶的正是那支盜竊來的獵槍。隨後，他被武汉市公安局礄口分局抓獲，在武汉市汉南劳教所勞教2年。
1995年，周克华在四川重庆火车北站（沙坪坝火车站）担当搬运工人直到2000年。一说在重庆火车东站。
1996年，周克华认识前妻徐蓉（徐容）并结婚。
1997年，周克华在云南文山购买54式手枪时被抓，缴纳罚款后被释放。后来，周克华在重庆当叉车司机。

### 2000年~2010年
2000年，周克华与前妻徐蓉运营一辆“南坪-长生”的中巴车做客运。
2001年底，中巴车车祸，徐蓉和几个乘客受伤，结束中巴车经营。一說因超載車輛被扣，周克華因此失去工作。
2002年春节，为了逃避乘客医疗费和赔偿，周克华与前妻离婚未遂后离家出走。此後，他曾在缅甸当过雇佣兵，他们每天负责押运违禁物——毒品、钱或者军火枪械。这也是他对枪支如此熟悉的原因。
2004年4月22日，周克华在重庆市江北区枪杀一人，抢走现金7万元。
2005年5月16日，周克华在重庆市沙坪坝区枪杀两人，抢走现金17万元。10月，周克华在雲南曲靖宣威火車站被查獲非法持有54式手枪1支、子彈6發，被昆明鐵路法院判刑3年，公安部通緝令上半部的照片，即為監獄當局為其攝影的服刑犯人檔案採集樣照。狱中生活，周克华跟狱友关系不好，与管教干部关系一般。做事干活速度很快，不拖拉，身体协调性较好，队列走得好。平时说普通话，看不起农村的打工仔，爱做俯卧撑，能听懂云南话，且能说部分云南话，口音为景洪方向。周克华对狱友自称云南大一点的州、市都去过，也曾到过缅甸赌场赌博，出狱后还要去缅甸。
2008年，周克华获减刑6个月，于4月15日刑满释放，其后行踪不定。
2009年3月19日，周克华在重庆市高新区石桥铺某驻渝部队营房门口枪杀一名哨兵，抢走81-1自动步枪一支。4月27日，将步枪转移至南岸区长生镇窝藏。10月14日，周克华在长沙南郊公园枪杀一人，死者身中八枪。这是周克华罕见的一次多枪杀人。12月4日，周克华在长沙市天心区芙蓉南路踩点近两个小时后，枪杀一人，抢走现金4.5万元。
2010年10月25日，周克华在长沙东二环枪杀一人，抢走笔记本电脑一台。

### 2011年
6月28日，周克华在长沙黑梨路枪伤一人。周克华在长沙一年多经常打电话给其妻，关心儿子的学习、身体。
7月19日，周克华与前妻徐蓉离婚。8月，周克华父亲病危住双碑嘉陵医院，周克华一直陪床至9月6日父亲去世下葬。這件事對他的打擊很大。多年來，周克華幹了這麼多案子，除了维持自身简单生活外，大部分汇给前妻，用于抚养儿子，沒什麼積蓄。周父去世後，生前所在單位為其付了喪葬費、撫恤金等。在外亡命的周克華回家奔喪，在父親的墳前哭泣，說自己四十多歲的人了，父親的喪葬費都應該自己出，弄到最後自己連這點錢都出不起，這是做兒子的沒盡到孝道。對前來奔喪弔唁的親朋好友，周克華也表達了自己深深的愧疚之情，覺得自己是個「不孝子」。隨後，在前妻面前，周克華說：「我要出去賺大錢了。」。9月中旬，周克华在前妻位于南岸区长生镇的暂住屋居住一个多月。他大多时间不出门，而是在家看枪战电影，如《第一滴血》、《拯救大兵瑞恩》等。他也看武侠书、日报《参考消息》、央視《朝闻天下》以及军事、法制节目。外出时，喜欢独自去网吧上网，或带儿子徒步登山。11月下旬周克华离开前妻暂住屋。

### 2012年
1月6日，周克华在南京市下关区，製造了震驚全國的“1·6”案件，枪杀一人，抢走19.99万元，劫持一辆大巴逃逸。1月10日，周克华曾在南京超市里购买衣服、鞋子。1月15日，他搭乘南京至安庆的长途汽车，在安庆住宿3天，共花费240元。1月18日，他搭乘安庆至重庆的长途汽车回渝。1月19日，周克华母亲在重庆市南岸区长生镇前儿媳住处，意外见到周克华。周克华母亲转告儿子，曾有警察上门通知更换二代身份证，周克华回答称：“晓得了，身份证还有用”。这是母子的最后一次对话。同日，周克华在重庆观音桥步行街购买了帐篷、睡袋、地席、自充垫等野外生活用品，在渝中区石油路一带购买迷彩背囊。1月20日，周克华带着包括儿子书包在内的行李，乘坐至川渝边界的四川省广安市武胜县的大巴，离开重庆。同日，又从武胜转车至四川省广安市华蓥縣。
之后，周克华回到重庆并在洗头房认识了新女友1992年出生的宜宾女子张贵英。周克华频频光顾该洗头房并出手大方，给张贵英大笔零花钱。不久两人确定情人关系。周克华将南京劫款20万元存到了张贵英的账户，并向其透露自己的历次案件，女友表示非常崇拜。
8月10日9时37分，周克华于重庆市沙坪坝区凤鸣山康居苑中国银行储蓄所门前持枪抢劫杀死取款者一人，击伤取款者（后死亡）和保安各一人，抢劫取款额7万元，跑步离开现场。跑出一两百米后，周克华搭上一辆客运摩托车问司机罗大军“去新桥多少钱？”同时坐上摩托车离开。途中摩托司机手机来电，周克华要求他“不要接电话，注意安全”。到达新桥加气站时，司机进站加油。周克华付了5块钱后，说“就在这里下车”，随即下车沿铁路线逃跑。逃跑过程中，枪杀一名盘问的铁路警察。
8月12日和13日，周克華在沙坪坝电影院買了兩場電影票，亦又說其只買票而未能入場。电影院负责人表示当时未安排这两部电影场次。
8月13日晚，重庆警方截获周克华与女友的通话，电话中称14号将再次作案。警方称于8月14日6点收到消息，得知周克华可能在重庆市沙坪坝区微电子园附近。随后，两名警察发现周克华并开始跟踪。5分钟后跟踪到一小巷内，双方距离不到3米，周克华率先开枪，警察立刻还击，各向周克华开了两枪，周克华在开了三枪后头部中弹并倒地身亡。
8月15日，周克华的女友张贵英被警方提审。张贵英患有癫痫病，曾给周克华发短信，告知外围搜捕情况。
8月20日，周克华的三张尸检照片以屏摄图的形式在网上流出，图为其头部正面及左右两个侧面特写，右侧中枪部位清晰可见。重庆警方则表示未对外公布周克华尸检照片。

## 遗物
1. 一个黑色挎包。
2. 一副墨镜。
3. 一张有江津某银行路线图的字条。
4. 两张电影票：
  1. 2012年8月12日10时20分沙坪坝电影院，1厅9排1号，电影《听风者》，票价35元。
  2. 2012年8月13日10时40分沙坪坝电影院，3厅6排5号，电影《太空一号》，票价20元。
5. 三把枪械：
  1. 仿“五四”制式手枪
  2. 9毫米制式手枪
  3. 81-1自动步枪（下落不明）
6. 三个弹匣。
7. 62发子弹。
8. 1万多元现金[20]。

## 枪械
1. 猎枪：在武汉被警方抓获时，曾对地开枪（一说对天开枪）。后被武汉警方没收。
2. 仿“五四”制式手枪：基本用此枪作案。后击毙时被重庆警方查获。
3. 9毫米制式手枪：枪杀哨兵抢劫步枪时和沿铁路逃跑枪杀铁路警察时用此枪作案。后击毙时被重庆警方查获。
4. 81-1自动步枪：未使用。其前妻向警方坦白称，周克华曾向其透露，此步枪埋于重庆沙坪坝区某山头。目前未被发现。

## 作案记录
| 时间           | 城市 | 遇害人数 | 受伤人数 | 案件经过 |
| -------------- | ---- | -------- | -------- | --- |
| 2004年4月22日  | 重庆 | 1        | 1        | 中午12点左右重庆市某酒店的出纳和会计两名女职工到江北区五黄路分理处取款后，被持枪歹徒抢劫，歹徒开枪打死1人、打伤1人后逃逸，抢走现金7万元。警方初步判断歹徒使用的是自制手枪，犯罪嫌疑人从背后尾随受害者直接向头部开枪。 |
| 2005年5月16日  | 重庆 | 2        | 1        | 上午9点30分，两名身高1.7米左右的中年男子在沙坪坝区汉渝路向一对刚从银行出来的夫妇射击并抢走皮包，搶走現金17萬元，枪声惊动一名过路男子，两人顺势向该男子射击。共造成两死一伤。 |
| 2009年3月19日  | 重庆 | 1        | -        | 重庆高新区石桥铺的某驻渝部队营房一名执勤士兵遭枪击遇害，随身携带的步枪被抢。 |
| 2009年10月14日 | 长沙 | 1        | -        | 长沙市天心区南郊公园一上坡处发生一起枪击案，遇害人身中6枪。 |
| 2009年12月4日  | 长沙 | 1        | -        | 长沙市天心区芙蓉南路发生一起持枪抢劫杀人案，犯罪嫌疑人持枪杀害从银行取款出来的郭某，抢走现金4.5万元。 |
| 2010年10月25日 | 长沙 | 1        | -        | 长沙市雨花区湖南环城经贸公司，嫌犯枪杀公司经理，抢走手提电脑一台。公安机关根据分析，将该案与2009年发生在长沙市系列枪击抢劫案并案侦查。 |
| 2011年6月28日  | 长沙 | -        | 1        | 一名48岁的长沙市男子被歹徒开枪击伤。伤者张某遭一名持枪男子枪击，致头部、腰部负伤。伤者当时开了一辆雷克萨斯轿车，下车后中枪。 |
| 2012年1月6日   | 南京 | 1        | -        | 上午9时50许，周克华在南京市下关区和燕路安怀村农行东门街支行附近抢劫一名建筑公司提款人，受害者被其用手枪击中头部身亡，被抢走现金19.99萬元。此為惊动全中国大陸的南京枪击案，公安部在南京召開案件協調會，中共中央政治局常委、中央政法委書記周永康，國務委員、公安部部長孟建柱等中央領導要求全國公安機關務必將偵破此案作為當前壓倒一切的任務，此案也被列為全國「第一號案」。 |
| 2012年8月10日  | 重庆 | 3        | 1        | 上午9时37分，重庆市沙坪坝区凤鸣山康居苑中国银行储蓄所门前持枪抢劫杀死一人，击伤两人。作案后沿路逃窜至沙坪坝区覃家岗镇窝凼地区时，遭遇前来盘查的铁警朱彦超，歹徒向朱彦超连开3枪，导致其死亡。而后，抢劫案中一名重伤者廖德于8月16日死亡。 |
| 合计           | 合计 | 11       | 4        | |

## 推测的犯罪企图
1. 谋划江津某银行抢劫取款人。线索：死亡前日与新女友短信称“再干(幹)一次大的”。死亡时，裤子口袋中有一张有江津某银行路线图的字条。
2. 谋划抢劫武装押运的运钞车。线索：抢获自动步枪，一鸣惊人的偏执心理，物质上的巨大收获。[23]

## 线索
1. 长沙作案期间，长沙警方通过检查大量视频，确定了周克华的体貌特征、着装、生活习惯，从网吧视频中获得周克华正面图像。
2. 2012年1月13日，某南京市民在乱坟堆看见可疑人员和睡袋。14日，该市民与朋友再次前去查看，发现了杂志《轻兵器》、日报《参考消息》以及矿泉水、双肩包等物。
3. 报警后，南京警方封山搜查，仅发现掩埋的粪便、吃剩的食物、超市购物袋以及购物小票。南京警方通过粪便获取DNA，通过超市监控掌握了周克华的正面图像。
4. 重庆警方加大了对未办理二代身份证人员的排查力度，排查中发现重点嫌疑人员周克华。经提取其直系亲属的DNA样本与南京“1·6”案粪便提取的嫌疑人DNA样本进行比对确认相符。
5. 2012年1月19日下午，重庆江北区一公交车站的垃圾桶盖上发现了一个弹匣，经重庆警方检验，弹匣内7枚9毫米枪弹的弹底标识与“3·19”哨兵案发现场2枚弹底标识一致，从弹匣上提取的DNA混合型中，找到了周的所有基因型。
6. 综合体貌特征、弹壳弹道、DNA等线索，确定重庆、长沙、南京等多起枪杀案中，周克华有重大嫌疑。
7. 2012年8月11日15:38，一年轻女子致电重庆110指挥中心，称在江北区观音桥大融城商场内看到疑似周克华的男子。接到举报后，重庆警方调看商场视频录像，并找来周克华的前妻辨认后确定为周克华。该名提供重要线索的重庆女孩获得公安部和市人民政府的奖励共60万元[24][25]。

## 质疑
事發後，網傳周克华是被警察打伤了腰部后，朝头部开枪自杀而死，但重庆市公安局副局长黄伟否认了此说法。两名人民警察在隨後的採訪中讲述了击毙周克华的过程。
有网民发帖质疑周克华未死，而被击毙的死者是便衣警察方斌。此后方斌现身接受采访，证实此为谣言。重庆网警通过微博回应：重庆市沙坪坝区公安分局正在组织民警，深入排查、搜查周克华曾经的藏身之地，请市民理解予以支持。对于网上质疑周克华未被击毙的信息纯属误解与造谣，悍匪周克华已被击毙毫无疑问。此后还出现过各种版本的谣言，直至周克华的尸检照流出。